# Тиррелл, Уильям
Уильям Тиррелл, 1-й барон Тиррелл (англ. William George Tyrrell; 17.08.1866 — 14.03.1947) — дипломат Великобритании, барон.
Входил в Тайный совет Великобритании с 1928 года.
Внук индийской принцессы.
Учился в Германии и в Баллиол колледже Оксфорда.
В 1896—1903 годах личный секретарь постоянного заместителя министра иностранных дел Великобритании лорда Сандерсона.
В 1907—1915 годах личный секретарь министра иностранных дел Великобритании Эдуарда Грея.
В 1925—1928 годах постоянный заместитель министра иностранных дел Великобритании.
В 1928—1934 годах посол Великобритании во Франции.